# Зимницы (посёлок, Владимирская область)
Зи́мницы — опустевший посёлок Меленковского района Владимирской области России, входит в состав Бутылицкого сельского поселения.

## География
Посёлок расположен на севере Меленковского района в 6 км на северо-восток от центра сельского поселения села Бутылицы, в 23 км от райцентра Меленки, в 97 км от областного центра — города Владимир.

## Транспорт
Находится на автодороге местного значения.
В 3 км. от посёлка находится железнодорожная станция Зимницы на линии Черусти — Муром.

## Население
| 2010 | 2021 |
| ---- | ---- |
| 0    | →0   |